# Indiana Fever 2002
La stagione 2002 delle Indiana Fever fu la 3ª nella WNBA per la franchigia.
Le Indiana Fever arrivarono quarte nella Eastern Conference con un record di 16-16. Nei play-off persero la semifinale di conference con le New York Liberty (2-1).

## Roster
| N° | Naz.                   | Ruolo | Sportivo           | Anno | Alt. | Peso |
| -- | ---------------------- | ----- | ------------------ | ---- | ---- | ---- |
| 0  | Stati Uniti (bandiera) | C     | Olympia Scott      | 1976 | 188  | 79   |
| 4  | Stati Uniti (bandiera) | G     | Coquese Washington | 1971 | 168  | 63   |
| 6  | Stati Uniti (bandiera) | AC    | Jackie Moore       | 1979 | 188  | 93   |
| 11 | Stati Uniti (bandiera) | C     | Kelly Schumacher   | 1977 | 196  | 83   |
| 13 | Rep. Ceca (bandiera)   | A     | Zuzana Klimešová   | 1979 | 188  | 82   |
| 15 | Stati Uniti (bandiera) | G     | Nikki McCray       | 1971 | 180  | 72   |
| 21 | Stati Uniti (bandiera) | A     | Monica Maxwell     | 1976 | 175  | 73   |
| 23 | Stati Uniti (bandiera) | G     | Rita Williams      | 1976 | 168  | 61   |
| 24 | Stati Uniti (bandiera) | A     | Tamika Catchings   | 1979 | 185  | 76   |
| 32 | Stati Uniti (bandiera) | G     | Bridget Pettis     | 1971 | 175  | 68   |
| 33 | Stati Uniti (bandiera) | G     | Niele Ivey         | 1977 | 170  | 68   |
| 42 | Giamaica (bandiera)    | A     | Nadine Malcolm     | 1975 | 185  | 77   |
| 43 | Stati Uniti (bandiera) | A     | Alicia Thompson    | 1976 | 185  | 82   |

## Staff tecnico
- Allenatore: Nell Fortner
- Vice-allenatori: Shelley Patterson, Julie Plank